# エクトロメリア
エクトロメリア（英:ectromeria）とはエクトロメリアウイルスを原因とする感染症。奇肢症とも呼ばれる。
エクトロメリアウイルスはポックスウイルス科オルソポックスウイルス属に属するDNAウイルスでありマウスに感染するほか、実験的にラット、モルモット、ウサギにも感染する。無症状である場合もあるが、急死や四肢末端、耳翼、尾端の壊死により脱落を呈することがある。マウスにおいて病原性、伝染性が強く、実験用マウスでは治療は行わず汚染コロニーを排除することにより正常化を図る。